# 考特尼 (密蘇里州)
考特尼（英語：Courtney）是位於美國密蘇里州傑克遜縣的非建制地區。

## 歷史
考特尼的郵局於1888年設立，其後於1962年停運。

## 地理
考特尼所處的海拔為高於海平面225米（即738英呎），而該地所採用的時區為UTC-6，即北美中部時區（CST）。同時該地設有夏令時間，為UTC-6調快一小時，即UTC-5（CDT）。